# 痞子英雄首部曲：全面開戰
《痞子英雄首部曲：全面開戰》，是一部于2012年上映的台灣電影，由台灣與中国大陆合資拍摄，导演为蔡岳勳。是2009年於公共電視臺與TVBS 歡樂臺聯播的電視劇《痞子英雄》的電影版，故事為電視版的前傳，設定於電視版三年前的2004年。本片原本上映檔期為2011年11月11日，後因開鏡時間延遲，上片日期也就一直順延，其後於2012年1月13日賀歲檔正式上映。續作《痞子英雄2：黎明再起》於2014年10月上映。
蔡岳勳導演在電影版第1集上映期間，上節目「康熙來了」宣傳時曾提及本來的設計是兩季的電視加一個電影，原始計劃為「痞子英雄首部曲：全面開戰-->電視劇--->電視劇2」，但後來計劃取消並改拍電影版2。

## 劇情簡介
此電影定名為「痞子英雄首部曲：全面開戰」，故事為電視版的「前傳」，設定於電視版的四年前，2004年8月(片中開場提及艾莉絲颱風，為影射真實生活中台灣2004年8月20~27日的侵台颱風艾利，以電視版第1集時間計算，中間時間差實為4年8個月。)
劇情始於海港城發生了一起運鈔車搶案，南區分局重案特勤組警員吳英雄（趙又廷）執行逮捕搶案犯人的勤務，但因正義過頭、一辦案即差點砸毀全城，最後因運鈔車翻車爆炸而被媒體評成「搞砸任務」，更受到組長陳俊麟（湯志偉）的萬般責備，也因英雄處理方式過於激烈，甚至還被精神科醫師診斷出有嚴重暴力傾向而被暫停外勤；在見過心理醫師後，正準備離開的英雄，卻在有人不慎撞開了別車的後車箱時，赫然發現了名為劉復南的死者，並從案情中得知了之後將有一項走私交易的線索。
之後海港城著名黑道三聯會的西堂口銅徽幹部徐達夫（黃渤）為了賺大錢好將來與其女友幸福過日，冒險動用了堂口的資金向泰國人走私了一批轉賣黑市價格可高達兩百萬美元的高品質鑽石，並正準備在城內某公有拖船維修船塢進行脫手轉賣；達夫正準備脫手時，也受到因劉復南案件得知此項走私交易的英雄跟監，卻無意間遭到了某架UH-1H武裝直升機與其機上數名傭兵的襲擊，鑽石的買家與其手下遭其擊斃、裝鑽石的箱子也遭直升機方搶走，達夫雖然兩百萬美元弄丟了，也因英雄而倖存，但最後被認定為「走私毒品黑吃黑」而遭到黑白兩道的追緝。
英雄與達夫在一連串問題後，前去找黑市買賣中間人賈霸（戴立忍）、也因此而見過了同樣追尋達夫走私貨的美國麻省理工學院物理博士生范寧（AngelaBaby），更從其口中意外得知：達夫走私的鑽石沒有如此簡單，因為箱子裡挾帶著將一種新能源武器化的新型大規模殺傷性武器：反物質炸彈。最後得知是潘達瓦軍事派恐怖份子所計劃，並揚言「將引爆炸彈報復海港城」。
短短36個小時，海港城將面臨全城毀滅的危機，吳英雄與徐達夫必須聯手力挽狂瀾、解救海港城……

## 演員陣容

### 主要角色
| 演員姓名           | 角色姓名 | 介紹 | 粵語配音      |
| 趙又廷             | 吳英雄   | 南區分局重案特勤組新人警員，在劇中被視為「破壞城市一流的瘋子警察」 | 劉奕希        |
| 黃渤               | 徐達夫   | 三聯銅徽、三聯會西堂口三級幹部。在劇中被視為「混了30年還在當小弟的黑道C咖」。 | 葉振聲        |
| Angelababy（楊穎） | 范寧     | 美國麻省理工學院物理博士生，為了追回父親范堯博士與叔叔朴磊博士的畢生科技夢想，一路將自己武裝起來。 | 張頌欣        |
| 關穎               | 杜小晴   | HARU鋼琴酒吧老闆娘、西堂主情婦，並且是徐達夫的女友。 | 曾秀清        |
| 戴立忍             | 跋摩首領 | 偽裝為賈霸，神龍不見首尾的黑市買賣中間人。實際上是已將賈霸擊斃的攀達瓦境內軍火公司SPARK的領導人，創造攀達瓦軍權愛國分子組織，處心積慮的要讓攀達瓦與海港城發生戰爭、讓公司大撈一筆。最後從高空中掉出飛機下落不明。 | 陳欣          |
| 杜德偉             | 歐文斯   | 情報局秘勤一組組長，被跋摩兄弟殺死。 | 潘文柏        |
| 阿Ken              | 阿同     | 三聯銅徽，三聯會西堂口三級幹部，十足是個冷血殺手的代表人物。最後在貨櫃場被徐達夫給毆斃。 | 雷霆          |
| Soler              | 跋摩兄弟 | 跋摩組織敢死隊兄弟，原於攀達瓦,皆被吳英雄殺死。 | 蘇強文 鄧志堅 |

### 其他角色
| 演員姓名                  | 角色姓名   | 介紹 | 粵語配音 |
| 藤岡靛                    | 李智永     | 情報局特搜隊秘勤一組組員，歐文斯最得力的夥伴，真實的身分是跋摩兄弟的手下，最後被跋摩首領殺害。                                             | 麥皓豐   |
| 納 豆                     | 大 保      | 三聯鐵徽，西堂口小弟，徐達夫的好兄弟，最後在貨櫃場被阿同刺死。                                                                             | 劉昭文   |
| 許時豪                    | 二 保      | 三聯鐵徽，西堂口小弟，徐達夫的好兄弟，最後在貨櫃場被阿同刺死。                                                                             |          |
| 湯志偉                    | 陳俊麟     | 南區分局重案特勤組組長，總是對吳英雄的「暴力執勤」非常不滿。                                                                               | 李錦綸   |
| 唐 臻                     | 唐 蓁      | 南區分局重案特勤組刑警 |          |
| 乾德門                    | 老 李      | 南區分局重案特勤組刑警 |          |
| 邱隆杰                    | 少 校      | 陸軍第七軍團司令部秘密突擊小隊「七軍團」隊長，指揮旗下戰士搶走徐達夫的鑽石。最後全隊與其在停車場中被南區分局警員、情報局秘勤一組隊員殺死。 | 周倚天   |
| 陶傳正                    | 國防部長   | 現任國防部長，暗中與參謀總長易恭平策劃假攻擊。〈本片刻意沒拍出其容貌，但有本人的聲音。                                                     | 盧國權   |
| 李光復                    | 何穎全     | 聯亞航空退休工程師 | 譚炳文   |
| 吳仲強                    | 浩 克      | 南區分局資訊組警員，宅男電腦高手 |          |
| 洪晨穎                    | 小 綠      | 南區分局收發室警員 | 林元春   |
| 朱德剛                    | 湯敬衡     | 買下徐達夫走私鑽石的買家、與劉復南有所交情，與其手下同樣被「七軍團」突襲殺死。                                                             | 招世亮   |
| 林穆亨                    | 朴 磊      | 范寧之父范堯博士的學生、新科技「潘姆」的創始人之一，被軍火公司的傭兵殺害。在臨死前錄製影片、請求范寧追回「潘姆」。                         |          |
| 羅平                      | 潘達瓦     | 恐怖分子 |          |
| 施萊恩、Ryan James Snyman | 僱傭兵     | 帶領徐達夫進入交易現場與買家湯敬衡見面 |          |
| 龍凱文、Kevin Grimm       | 傭兵隊長   | 幫助徐達夫逃生 |          |
| 呂革進                    | 運鈔車搶匪 | 開場運鈔車車頂與吳英雄對打 |          |

### 特別演出
| 演員姓名 | 角色姓名   | 介紹 | 粵語配音 |
| 吳中天   | 西堂主     | 三聯西堂口堂主，除了會長老頭與南堂主大雁，不把讓任何人放在眼裡 | 黃啟昌   |
| 勾 峰    | 易恭平     | 國防部一級上將參謀總長，一心為國而大力推動擴大國防預算的計畫。暗中與國防部長策劃假攻擊、指揮「七軍團」少校隊長搶走反物質炸彈，目的在於對民眾製造恐怖攻擊之恐懼、以提升贊成擴大國防預算的民意；最後就反物質炸彈案，將被追查之前逃亡，不料被殺手滅口。 | 馮志輝   |
| 高 捷    | 源 哥      | 三聯銀徽，臨海酒吧經營者。與徐達夫私交不錯。 | 朱子聰   |
| 夏靖庭   | 阿信       | 因偷動堂口的錢走私販毒，而被西堂主用刑，在抓到時機逃走時被阿同刺死。 在最後西堂主臨走前放話說「背叛幫會一定要死」。 | 張錦江   |
| 劉爾金   | 心理治療師 | 在運鈔車搶案後為吳英雄進行精神鑑定，並確認其有極嚴重的暴力傾向。 | 陳卓智   |
| 柯雅馨   | 空姐       | |          |

### 客串演員
| 演員姓名 | 角色姓名     | 介紹                                                                                   | 粵語配音 |
| 沈春華   | 沈春華       | 新聞主播                                                                               | 黄玉娟   |
| 劉寶傑   | 新聞主播     |                                                                                        |          |
| 史哲維   | 新聞主播     |                                                                                        |          |
| 王志郁   | 新聞主播     |                                                                                        |          |
| 陳意涵   | 陳琳         | 三聯會會長千金，劇中幫助杜小晴 實片未出現，但DVD版有出現（片長因素，戲份刪除）         |          |
| 秦沛     | 三聯會會長   | 實片未出現，但DVD版有出現（片長因素，戲份刪除)                                         |          |
| 那維勛   | 三聯南區堂主 | 實片未出現，但DVD版有出現（片長因素，戲份刪除)                                         |          |
| 鄒承恩   | 程諾         | 國防部「夜行者」計畫中的軍官兼祕密殺手，是最後奉命殺害易恭平滅口的執行者。（片尾出現） |          |

## 拍攝場景
台北市
- 寶麗廣塲

桃園市
- 桃園國際機場第二航廈：海港城機場大廳

高雄市
- 高雄港蓬萊商港區羲裝船塢
- 陽明海運集團貨櫃中心：高明貨櫃碼頭
- 國立高雄海洋科技大學商船船員訓練中心訓練用遊艇
- 高雄捷運美麗島站及中央公園站
  - 行車控制中心：航安局行控中心
- 統一阪急百貨夢時代購物中心
- 高雄港駁二藝術特區
- 高雄85大樓
- 愛河高雄橋
- 高雄軟體園區慶富總部大樓11F&B1

## 電影相關盜圖事件
- 這部電影在網路上傳出電影海報背景圖盜用民眾攝影照片風波，聲稱遭盜用圖片的影像工作者劉欣業表示已對此件事情提告，而拍攝《痞》劇的普拉嘉國際意像影藝公司，則未對此事回應。
- 劉欣業2011年12月16日在Mobile 01網站上揭露此事，並公布他所拍攝的作品圖，以及《痞子英雄首部曲─全面開戰電影》海報圖供網友對照，他也針對此事在網站上簡要說明。
- 劉指出，2011年7月《痞》劇劇組便來電詢問是否能授權照片的使用，他當時提供大圖連結給劇組參考，並準備與劇組討論報價，但之後劇組便沒有來電。而他上網後也發現，劇組早在2010年10月即已使用他所拍攝的照片。他本人對劇組未取得同意即使用照片的行為，感到相當不滿。
- 劉欣業：一個電影公司，竟如此罔顧智慧財產權，透過變造、重製影像企圖規避法律責任，他除要求《痞》劇劇組將所有未經授權的影像下架之外，更要求高雄市政府收回對痞劇的所有贊助。
- 記者電話求證負責拍攝《痞子英雄首部曲─全面開戰》的普拉嘉國際意像影藝公司，該公司則是低調表示，目前公司所有人員都很忙，無法對此事回應。[7]

## 票房
台灣方面，最終全台票房為新台幣1.2億元。
中國大陆方面，首週六天收穫人民幣4800萬元，至7月15日累計至人民幣9094萬元，最終票房為人民幣9150萬元。

## 獎項
| 獎項         | 類別         | 名字                   | 結果 |
| ------------ | ------------ | ---------------------- | ---- |
| 第49屆金馬獎 | 最佳新導演   | 蔡岳勳                 | 提名 |
| 第49屆金馬獎 | 最佳視覺效果 | 鍾智行                 | 提名 |
| 第49屆金馬獎 | 最佳動作設計 | Cyril Raffaelli 李忠志 | 提名 |
| 第49屆金馬獎 | 最佳音效     | 鄭旭志                 | 提名 |

## 外部連結

### 官方網站
- 痞子英雄首部曲：全面開戰的Facebook專頁
- 痞子英雄首部曲：全面開戰的Plurk專頁
- 痞子英雄首部曲：全面開戰的新浪微博
- YouTube上的痞子英雄首部曲：全面開戰頻道

### 其他
- Yahoo奇摩電影上《痞子英雄首部曲：全面開戰》的資料（繁體中文）
- MSN娛樂上《痞子英雄首部曲：全面開戰》的資料（繁體中文）

- 開眼電影網上《痞子英雄首部曲：全面開戰》的資料（繁體中文）
- 豆瓣电影上《痞子英雄首部曲：全面開戰》的資料 （简体中文）
- 时光网上《痞子英雄首部曲：全面開戰》的資料（简体中文）
- 爛番茄上《痞子英雄首部曲：全面開戰》的資料（英文）
- 香港影庫上《痞子英雄首部曲：全面開戰》的資料（繁體中文）
- 互联网电影数据库（IMDb）上《痞子英雄首部曲：全面開戰》的资料（英文）